# Лейпцизький книжковий ярмарок
51°23′48″ пн. ш. 12°24′10″ сх. д. / 51.396666666667° пн. ш. 12.402777777778° сх. д.

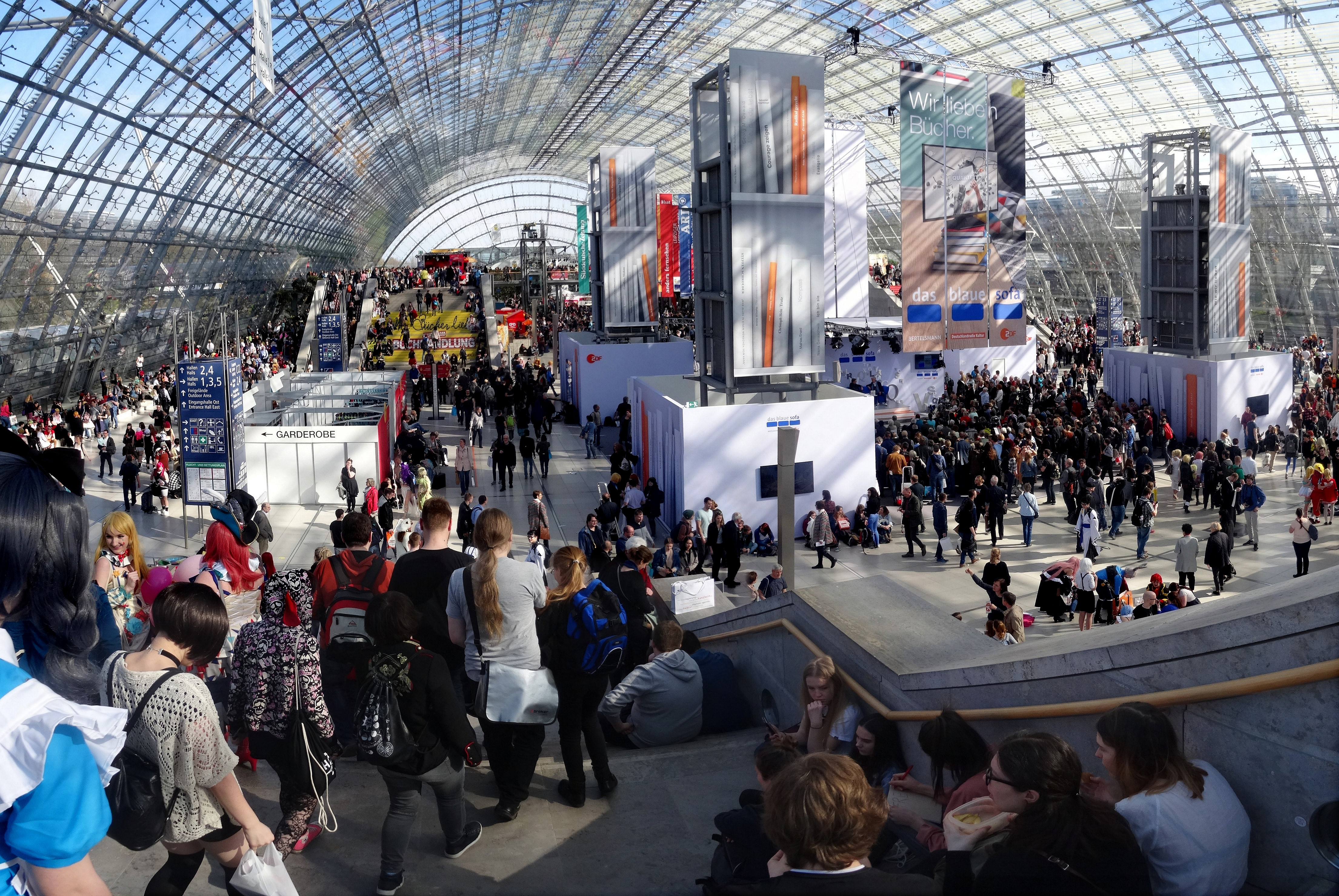
Лейпцизький книжковий ярмарок в 2017 р.

Лейпцизький книжковий ярмарок (нім. Leipziger Buchmesse) — другий за величиною після Франкфуртського книжкового ярмарку. Проводиться щорічно в середині березня протягом чотирьох днів на Лейпцизькому виставковому майданчику в північній частині Лейпцига, Саксонія. Це перша велика торгова зустріч року, тому вона відіграє важливу роль на ринку та часто є місцем першої презентації нових публікацій.
Був започаткований в XVII столітті. У дні Лейпцизького книжкового ярмарку в Лейпцизі проходить свято «Лейпциг читає», під час якого проводяться сотні літературних вечорів.